# Pierścień twardówkowy

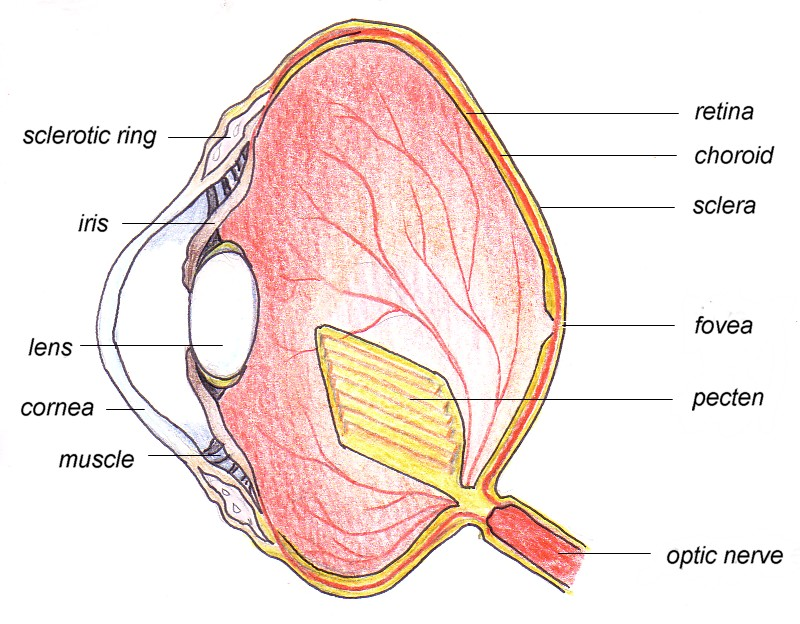
Diagram ukazujący umiejscowienie pierścienia twardówkowego w ptasim oku

Pierścień twardówkowy, bądź pierścień sklerotyczny – okrągła struktura kostna występująca w gałkach ocznych kręgowców, z wyjątkiem ssaków i krokodyli. Może być zbudowana z pojedynczej kości, lub z większej ilości segmentów. Wzmacnia ona gałkę oczną i nadaje jej kształt, zwłaszcza u organizmów, u których nie jest ona naturalnie kulista. Pierścienie twardówkowe są obecne w szkieletach zwierząt kopalnych, takich jak dinozaury, lecz z racji swej delikatnej budowy często się nie zachowują.
Poza wzmacnianiem gałki ocznej, pierścień twardówkowy pomaga też w akomodacji; przytwierdzone do niego mięśnie naciskają na soczewkę, dostosowując ostrość widzenia.